# ویکتوریا دووال
 ویکتوریا دووال (انگلیسی: Victoria Duval؛ زاده ۳۰ نوامبر ۱۹۹۵) یک تنیس‌باز اهل ایالات متحده آمریکا است.